# Ánthimosz Kapszísz
Ánthimosz Kapszísz (görögül: Άνθιμος Καψής; Asztipálea, 1950. szeptember 3. –) görög válogatott labdarúgó.

## Pályafutása

### Klubcsapatban
Egész pályafutását a Panathinaikósz csapatában töltötte. 1969 és 1984 között 319 mérkőzésen lépett pályára és 5 gólt szerzett. A Panathinaikósszal a görög bajnokságot öt, a görög kupát négy alkalommal nyerte meg és bejutottak a bajnokcsapatok Európa-kupájának döntőjébe 1971-ben, ahol 2–0-s vereséget szenvedtek az Ajax ellen.

### A válogatottban
1971 és 1982 között 35 alkalommal szerepelt a görög válogatottban. Részt vett az 1980-as Európa-bajnokságon.

### Magánélete
Fia, Mihálisz Kapszísz (1973) szintén labdarúgó, aki 2004-ben Európa-bajnoki címet szerzett a görög a válogatottal.

## Sikerei, díjai
Panathinaikósz
- Görög bajnok (5): 1968–69, 1969–70, 1971–72, 1976–77, 1983–84
- Görög kupa (4): 1968–69, 1976–77, 1981–82, 1983–84
- BEK-döntő (1): 1970–71

## Lásd még
- Egycsapatos labdarúgók listája

## Külső hivatkozások
- Ánthimosz Kapszísz adatlapja a National-Football-Teams.com oldalon (angolul)

- Ánthimosz Kapszísz. eu-football.info